# Castillo de Gardiki (Arcadia)
El castillo de Gardiki fue una fortaleza y asentamiento medieval en el sur de Arcadia, Grecia.

## Historia
Gardiki existía como asentamiento antes del siglo XIII. Su nombre, que deriva de un término eslavo para «pequeño fuerte», demuestra la naturaleza fortificada del lugar, incluso antes de la construcción del castillo. El castillo de Gardiki se construyó después de 1284 y ya estaba en manos bizantinas en 1297, cuando la princesa de Acaya, Isabel de Villehardouin, construyó la fortaleza de Chateneuf para proteger a los habitantes de las llanuras de Mesenia y Arcadia de las incursiones de las tropas bizantinas acantonadas en la región de Gardiki y Mistrá. De hecho, es probable que el castillo fuera construido por los bizantinos, ya que no consta que estuviera en manos de los latinos de Acaya.
En 1374, el nuevo bailío (virrey) del Principado de Acaya, Francisco de San Severino, atacó Gardiki, capturó la aldea y derrotó a una fuerza de socorro bizantina, pero no pudo capturar el castillo fuertemente fortificado y tuvo que retirarse.
En 1422, la República de Venecia consideró tomar las dos fortalezas, junto con gran parte de lo que quedaba del Principado de Acaya y partes del Despotado de Morea, como parte de una alianza defensiva para proteger a Morea del Imperio otomano, pero nada surgió de las negociaciones con los líderes latinos y griegos locales. Como resultado, cuando los otomanos bajo el mando de Turahan Bey invadieron Morea en 1423, varias ciudades, incluida Gardiki, fueron capturadas y saqueadas.
En 1460, durante la conquista otomana de Morea, la población de Leontari buscó refugio en el castillo de Gardiki. El castillo, comandado por Manuel Bochalis, se rindió bajo condición de seguridad, pero los otomanos masacraron a toda la población, de seis mil habitantes. Solo Bocharis y su familia escaparon a este destino, pues eran parientes del gran visir otomano, Mahmud Pasha Angelović.

## Ubicación
Se desconoce el emplazamiento exacto del castillo medieval. Las descripciones de las fuentes medievales no coinciden con el pueblo de Gardiki (actual Anavryto), al este de Leontari, donde, además, no se conservan vestigios de fortificaciones. Es más probable que el yacimiento medieval se encuentre al suroeste de Leontari, a unos 8 kilómetros (5 millas) al norte de Kalamata, en las ruinas de Kokla o Kokkala (cerca de Ellinitsa), donde Pietro Antonio Pacifico y Jean Alexandre Buchon ya habían propuesto como su posible ubicación.